# Monsp Records
Monsp Records — фінський звукозаписний лейбл, заснований Кейо «Кепе» Кійскіненом в 1997 та належить Warner Music Group з травня 2019.

## Історія
Деякі з перших релізів Monsp Records наприкінці 1990-х включали панк-музику, але відтоді компанія переважно випускала музику в стилі реп і хіп-хоп. Їхнім першим реп-релізом став EP Aina vanteilla від Memmy Posse у 2002 році. Найуспішнішим релізом компанії на сьогодні є дебютний альбом Mustaa kultaa від Jare & VilleGalle, який також приніс Monsp Records їхню першу золоту платівку.